# 装载机
装载机是一种特殊的工程车辆，是由发动机，变矩器，变速箱，前、后驱动桥组成的，一般是以履带或车轮行进。

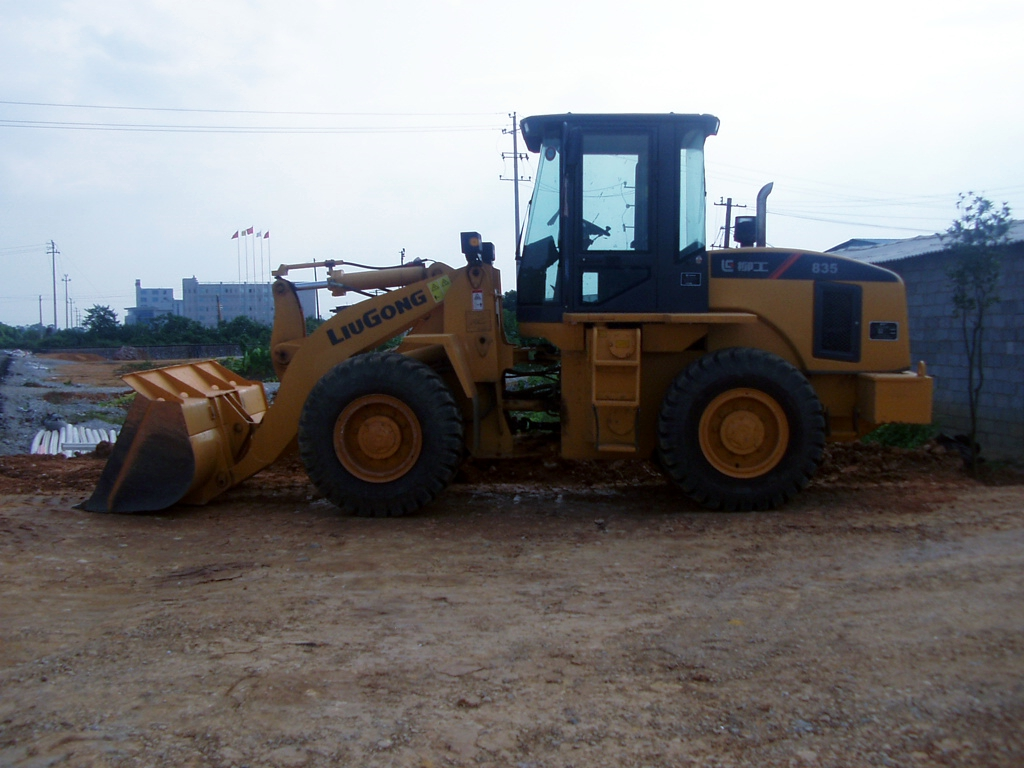
柳工835装载机

## 分类

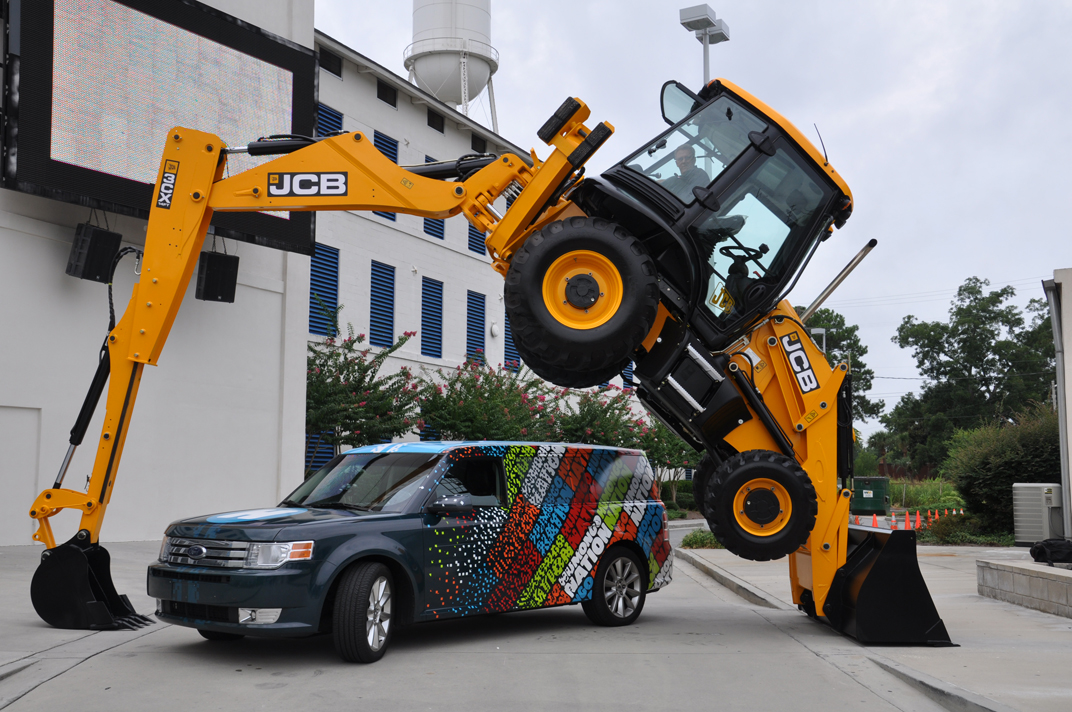
雙頭式車的裝載臂力量可撐起車身

### 按发动机功率分
- 功率小于74kw为小型装载机
- 功率在74～147kw为中型装载机
- 功率在147～515kw为大型装载机
- 功率大于515kw为超大型装载机

### 按行走结构分
- 轮胎式：质量轻、速度快、机动灵活、效率高、不易损坏路面、接地比压大、通过性差、但被广泛应用；
- 履带式：接地比压小，通过性好、重心低、稳定性好、附着力强、牵引力大、比切入力大、速度低、灵活性相对差、成本高、行走时易损坏路面。。[1]

## 制造商

### 亚洲

#### 中国
- 徐工
- 中联重工
- 三一
- 柳工
- 山工
- 厦工
- SDLG(山东临工)
- 龙工
- 常林
- 山推
- 成工
- XJN 小犟牛STRONGBULL
- 雷沃LOVOL

#### 日本
- 小松制作所
- 日立建機
- 久保田建機

### 美洲

#### 美国
- Caterpillar Inc. 凯特彼勒或卡特彼勒，通常简称为卡特CAT。